# فریدریش پاروت

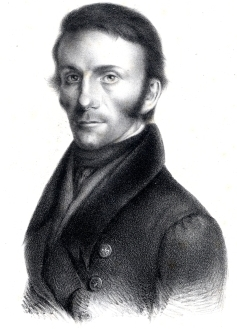

فریدریش پاروت (آلمانی: Johann Jacob Friedrich Wilhelm Parrot) طبیعیدان و سیاح آلمانی ساکن بالتیک بود که در فرمانداری لیونیا که آن زمان بخشی از امپراتوری روسیه بود زندگی و فعالیت می‌کرد.
در تاریخ ۹ اکتبر [سبک قدیمی: ۲۷ سپتامبر] ۱۸۲۹ پاروت، پیشگام کوهنوردی علمی و استاد فیزیک دانشگاه دورپات و خاچاطور آبوویان، (نویسنده و چهره اجتماعی ملی مردم ارمنی) با همراهی دو سرباز روس و دو روستایی محلی ارمنی برای نخستین به قله کوه آرارات به ارتفاع (۵٬۱۳۷ متر) صعود کردند